# Matthias Holtmann
Matthias „Matze“ Holtmann (* 23. Mai 1950 in Recklinghausen) ist ein deutscher Musiker und ehemaliger Hörfunk-Redakteur und -Moderator.

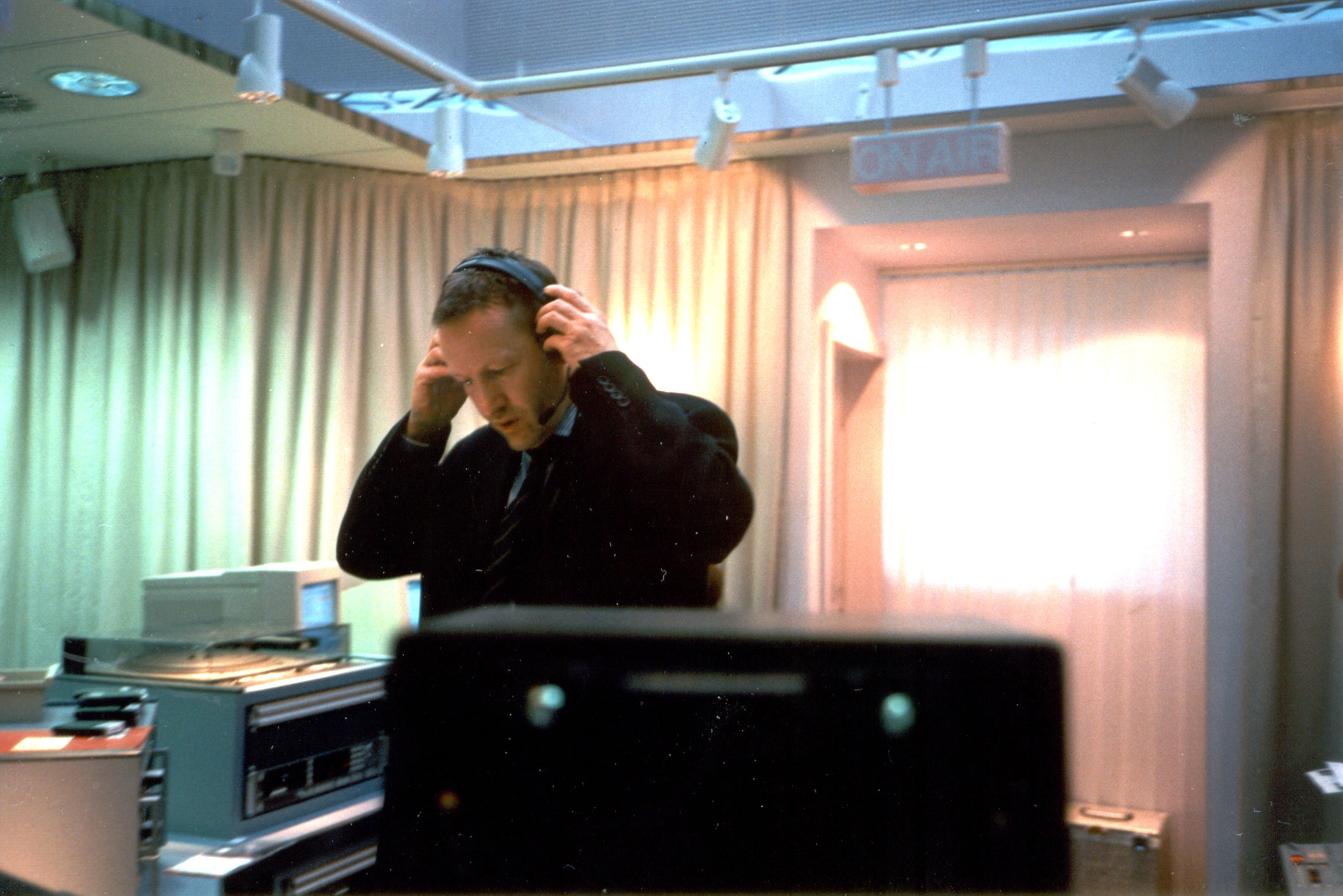
Matthias Holtmann, 1996

## Werdegang
Holtmann besuchte fünf Jahre lang die Privatschule Landschulheim Schloss Heessen, wo er im Jahre 1970 das Abitur ablegte. Danach studierte er in Köln, arbeitete am Landestheater in Tübingen und tourte als Schlagzeuger mit der deutschen Rockband Triumvirat. Später war er im Bereich des traditionellen Jazz mit Mister Wendelins Dixie Band tätig.
1979 wurde Holtmann Musikredakteur beim Süddeutschen Rundfunk in Stuttgart, später Musikchef von SDR 3 und nach dessen Fusion mit SWF3 Musikchef des daraus hervorgegangenen Senders SWR3. Von 1990 bis 2004 moderierte er die Sendungen „Extraspät“, „Na und!?“ und „SWR3 – Ring frei“ im Fernsehprogramm Südwest 3. In der Bundesligasaison 1999/2000 war Matthias Holtmann Stadionsprecher des VfB Stuttgart. Im Januar 2005 wechselte Matthias Holtmann zu SWR1 Baden-Württemberg. Dort war er unter der Woche in der Sendung „Guten Abend, Baden-Württemberg“ und sonntags in „Kopfhörer“ zu hören. Außerdem entwickelte er für SWR1 neue Programmformate.
Nachdem er über drei Jahre lang mit Muskelschmerzen und Koordinationsproblemen zu kämpfen hatte, wurde im Frühjahr 2009 bei Holtmann die Parkinson-Krankheit diagnostiziert.
Am 29. Mai 2015 verabschiedete sich Matthias Holtmann im Alter von 65 Jahren als Moderator bei SWR1.

## Diskographische Hinweise
Holtmann wirkte bei diesen Veröffentlichungen mit:
- Helmut Köllen: You Won’t See Me, EMI 1977
- Hollywood: Hollywood, EMI (066-32728) 1978
- Triumvirat: À la Carte, EMI 1979
- Mister Wendelins Dixie-Band / The Swinging Singles: Mister Wendelins Dixie-Band / The Swinging Singles, Orix Edition OX 1015, 1982
- Checkpoint Music / Klaus Osterloh & Mister Wendelins Dixie Band: Checkpoint Music / Klaus Osterloh & Mister Wendelins Dixie Band, Orix Edition OX 2021 (mit Klaus Osterloh, Charly Höllering, Joe Gallardo, Werner Lener, Bernd K. Otto, Thomas Stabenow)
- SWR1 Poplyrik 2009, 2010
- SWR1 Pop und Poesie 2009, 2010

## Schriften
- Matthias Holtmann: Holtmanns Erzählungen - Porsche, Pop und Parkinson. Klöpfer und Meyer, Tübingen 2014, ISBN 978-3-86351-065-7 (kloepfer-meyer.de).